# Kirche Basedow (Mecklenburg)

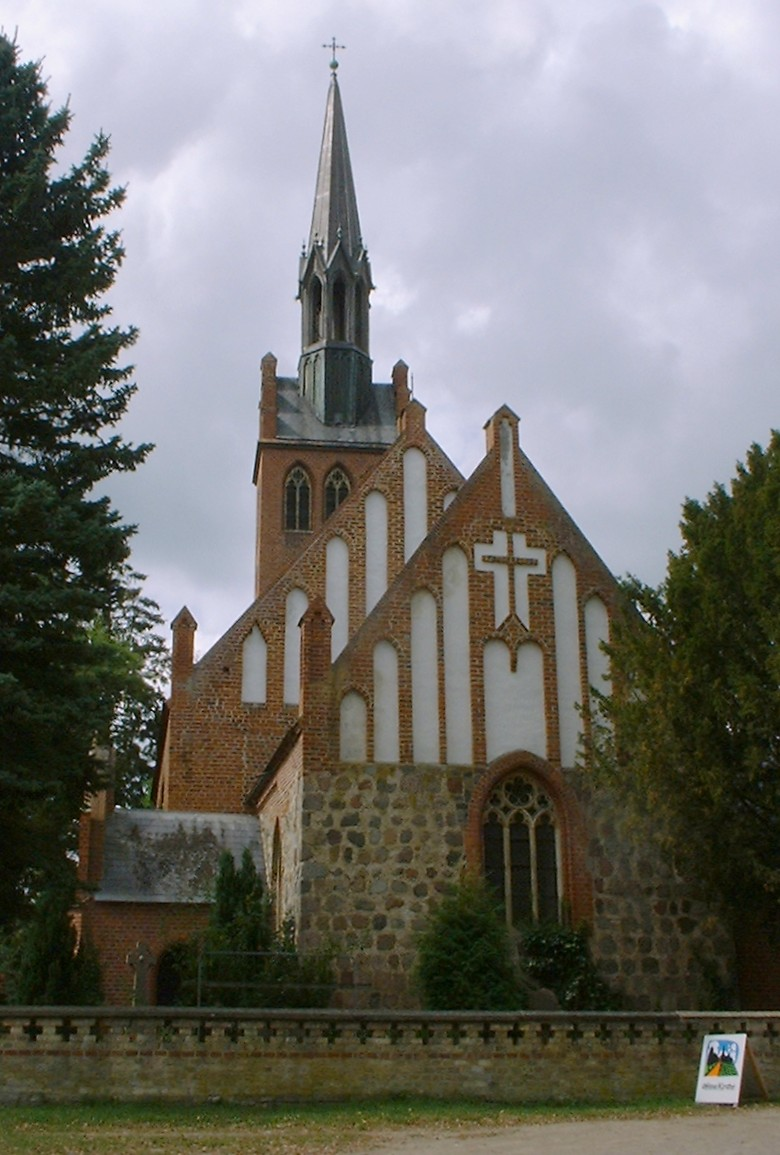
Kirche Basedow

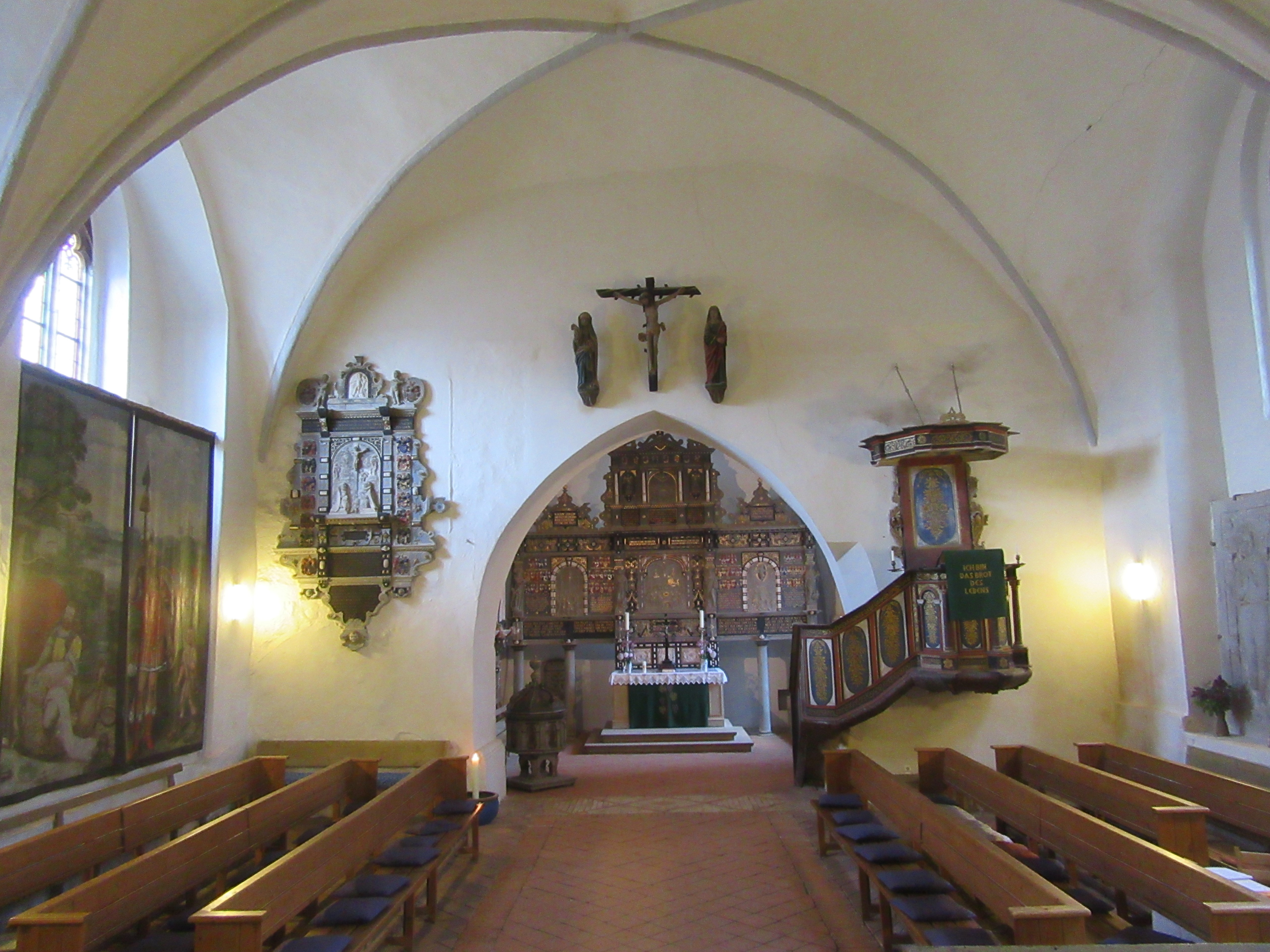
Kirche Basedow, Innenraum nach Osten

Die Kirche Basedow ist eine bis auf das 13. Jahrhundert zurückdatierende Dorfkirche in Basedow, die mehrere schmuckvolle historische Epitaphe des im nahen Schloss Basedow ansässigen Adelsgeschlechts Hahn enthält. Die Kirchengemeinde gehört zur Propstei Rostock im Kirchenkreis Mecklenburg der Evangelisch-Lutherischen Kirche in Norddeutschland (Nordkirche).

## Geschichte

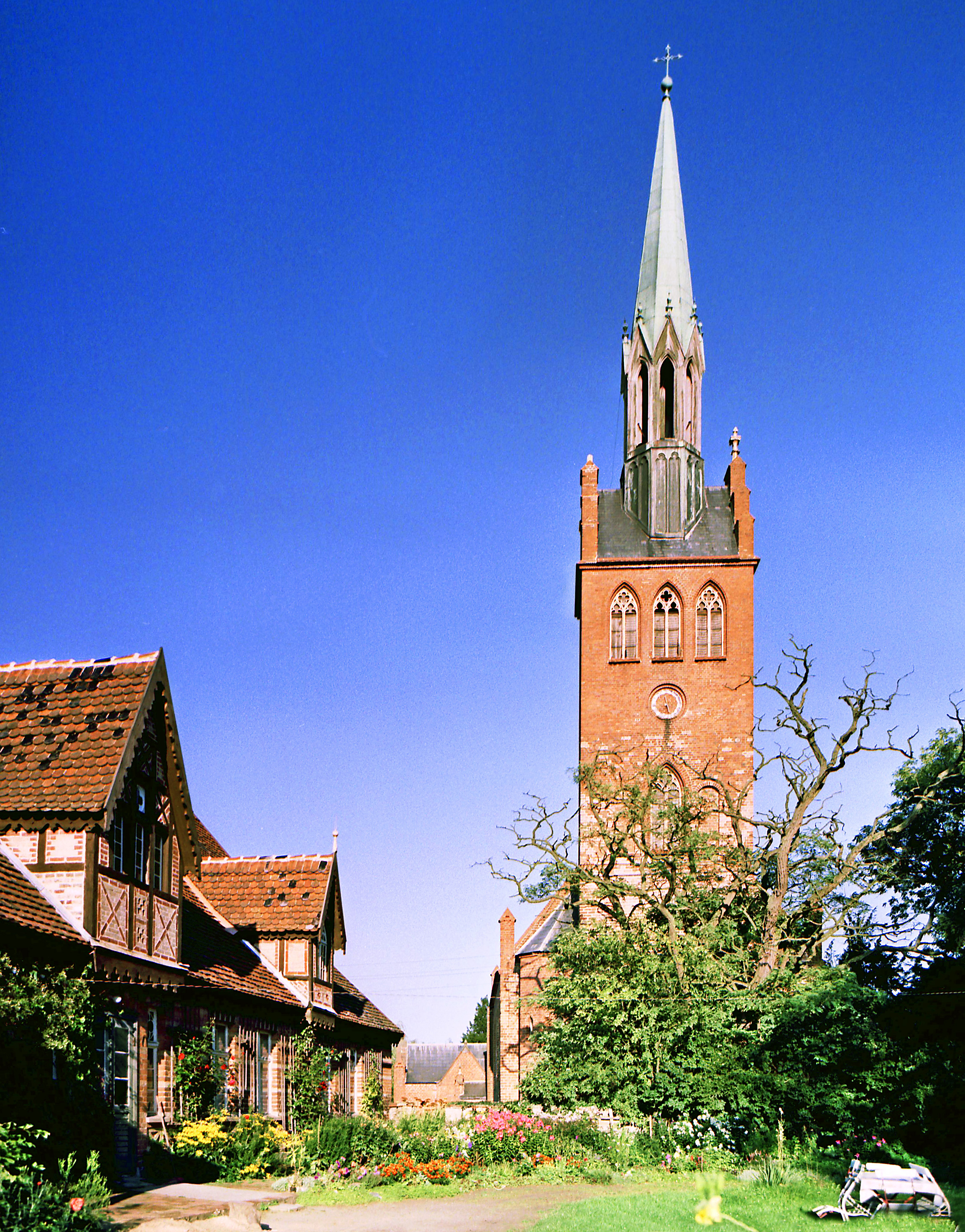
Kirche und Pfarrhaus Basedow 1987

Seit 1247 war die Basedower Kirche Tochterkirche von Malchin. Der älteste Teil der Kirche ist der rechteckige, nach Osten ausgerichtete Chor. Er wurde im 13. Jahrhundert aus Feldsteinen errichtet. Im 15. Jahrhundert erfolgte die Erweiterung mit einem breiteren, dreijochigem Kirchenschiff aus Backstein. Erster evangelischer Pfarrer war Stephan Holste. Er unterschrieb 1577 die Konkordienformel. Aus dieser Zeit datiert die aufwändige Innengestaltung.
Der Turm der Kirche fing beim Brand einer nahen Bauernkate 1766 Feuer, wobei die hölzerne Spitze, das Uhrwerk und die Glocken zerstört wurden. Der Turm erhielt bei der anschließenden Renovierung einen schlichten Abschluss mit quergestelltem Walmdach. Der heutige neugotische Turm entstand 1853 nach einem Entwurf von Friedrich August Stüler, der die Kirche ab 1834 renovierte.
Von Stüler stammen auch die Pflasterung des Fußbodens, die heutige Gestalt des aus dem 16. Jhd. stammenden Gruftanbaus an der Chornordwand sowie die Portal-Vorbauten und das Portal in der Mauer des Kirchhofs.
Die 1766 zerstörten Glocken wurden zunächst durch eine einzelne Glocke auf einem neben der Kirche aufgestellten Glockenstuhl ersetzt. 1843 wurden von dem Glockengießer Johann Carl Ludwig Illies in Waren neue Glocken erworben, deren größere jedoch 1917 eingeschmolzen wurde. Die kleinere Glocke von 1843 mit einem Durchmesser von 83 cm ist bis heute erhalten. 1926 wurde das Geläut durch zwei neue Glocken mit Durchmessern von 85 und 131 cm wieder vervollständigt.
Der Theologe Georg Matthias Wüstney (1756–1822) war von 1783 bis zu seinem Tode Pastor in Basedow. Er erwarb sich Verdienste um die Erziehung und Bildung der Jugend und gründete das Wüstneyische Institut.
Während das benachbarte Schloss am Ende des Zweiten Weltkriegs geplündert wurde, blieb die Kirche weitgehend von Zerstörungen verschont. Die Orgel wurde im Laufe der Zeit mehrfach umgebaut und umgestellt, jedoch anlässlich einer umfassenden Restaurierung in den Jahren 1980 bis 1983 durch die Firma Schuke wieder in ihre ursprünglich Form und Position gebracht.

## Gewölbe
Die gesamte Kirche ist eingewölbt. Das dreijochige Schiff weist ein Kreuzrippengewölbe auf, während der Chor ein Kreuzgratgewölbe zeigt.

## Ausstattung

### Altaraufsatz
An der Ostwand des Chores steht ein aus Sandstein gefertigter, architektonisch gestalteter Altaraufsatz von 1592. Er ruht auf toskanischen Säulen. Eingelassene Marmorreliefs im Mittelgeschoss zeigen das Letzte Abendmahl, die Kreuzigung und die Auferstehung Christi. Außerdem finden sich farbig gefasst jeweils acht Wappen der Stifter, der Cousins Kuno (1525–1590), Werner († 1593) und Joachim († 1589) Hahn sowie Werners Sohn Hans († 1633) und ihrer Ehefrauen, sowie Schrifttafeln. Statuetten der vier Evangelisten tragen den oberen Aufbau mit weiteren allegorischen Figuren und einem Relief zur Himmelfahrt Christi. Ein weiteres Relief befindet sich auf der Predella. Dort ist Jesus in Gethsemane dargestellt. Der Altaraufsatz und die Epitaphien werden der Werkstatt von Claus Midow zugeschrieben.

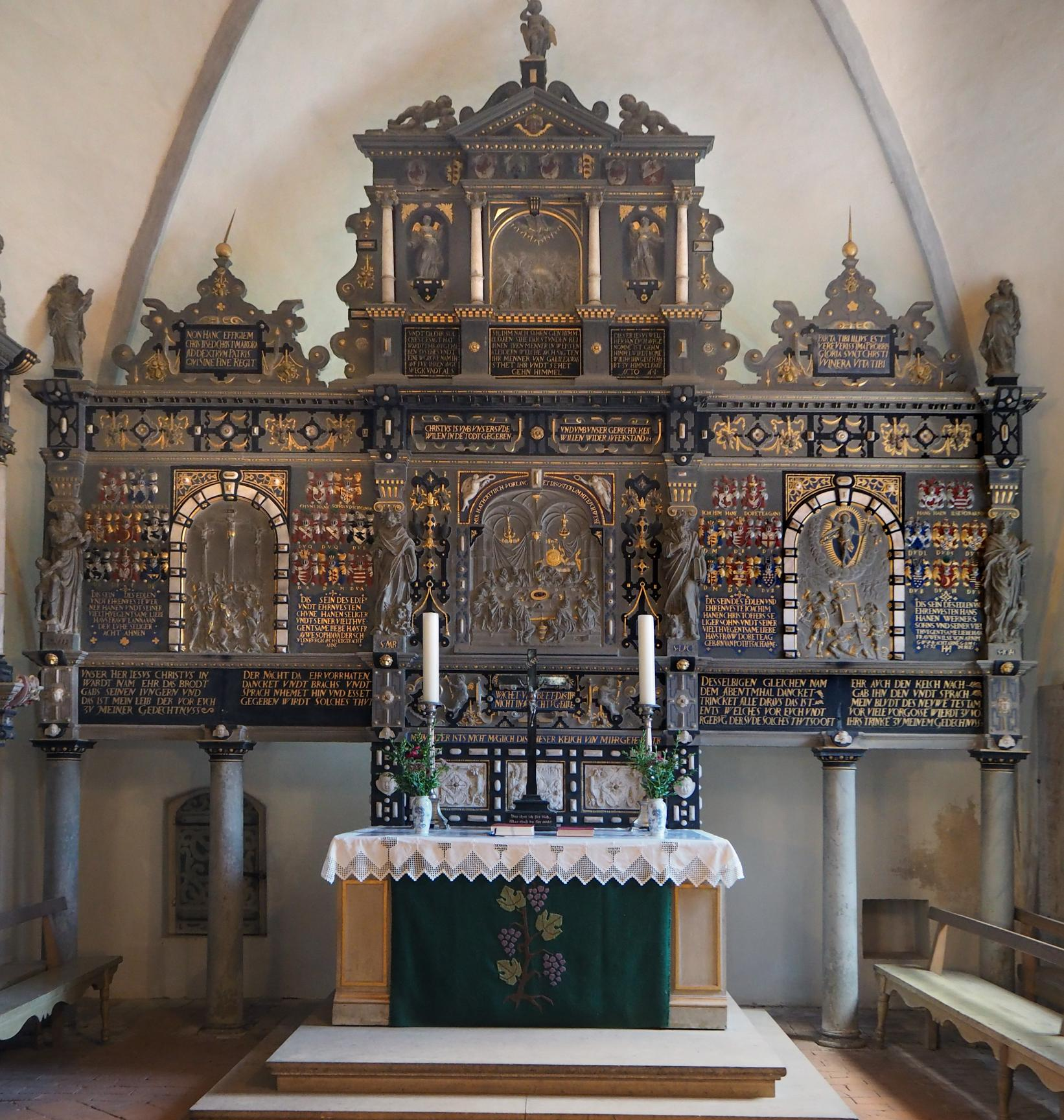
Der Altaraufsatz
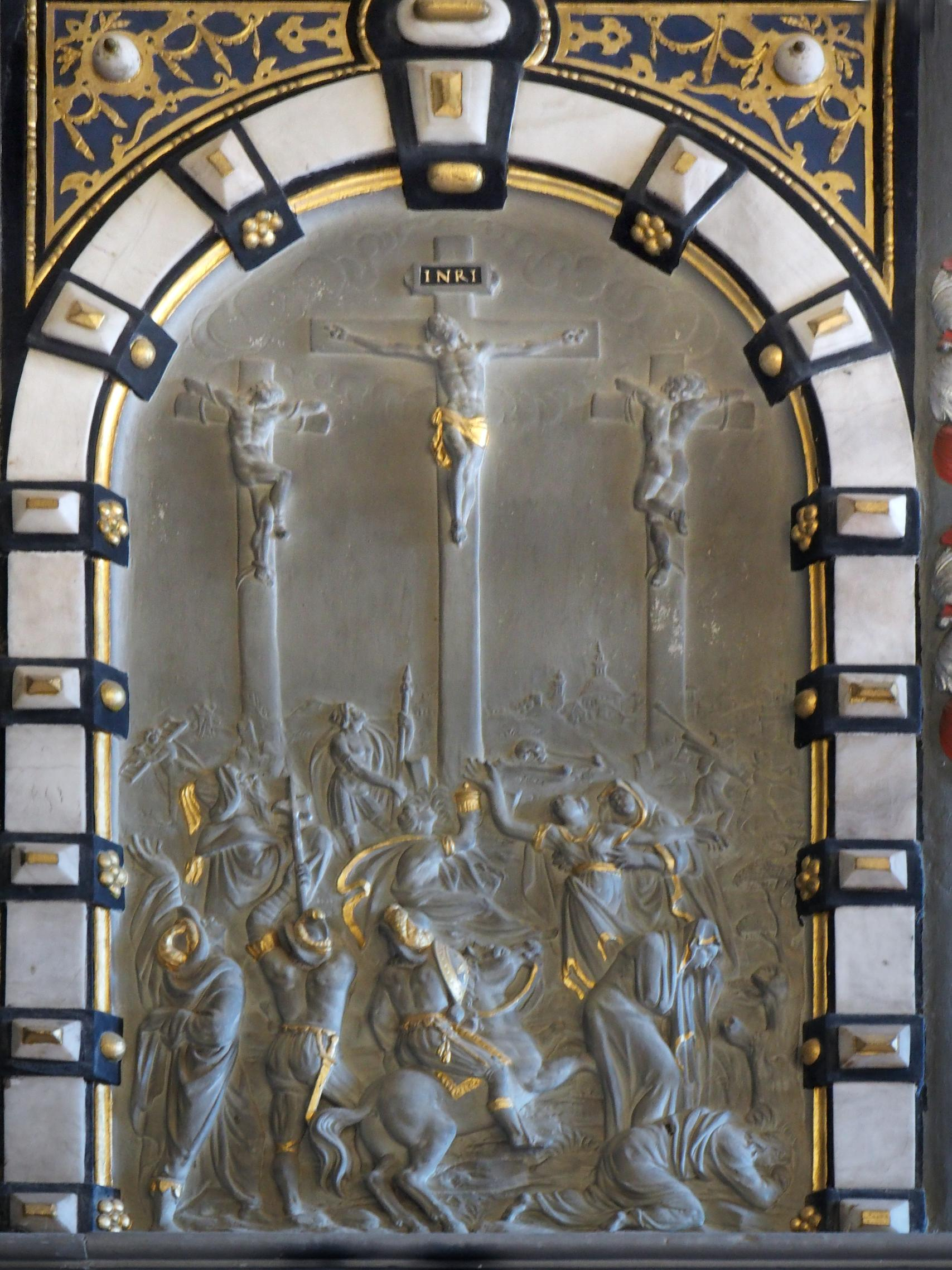
Altarrelief Kreuzigung
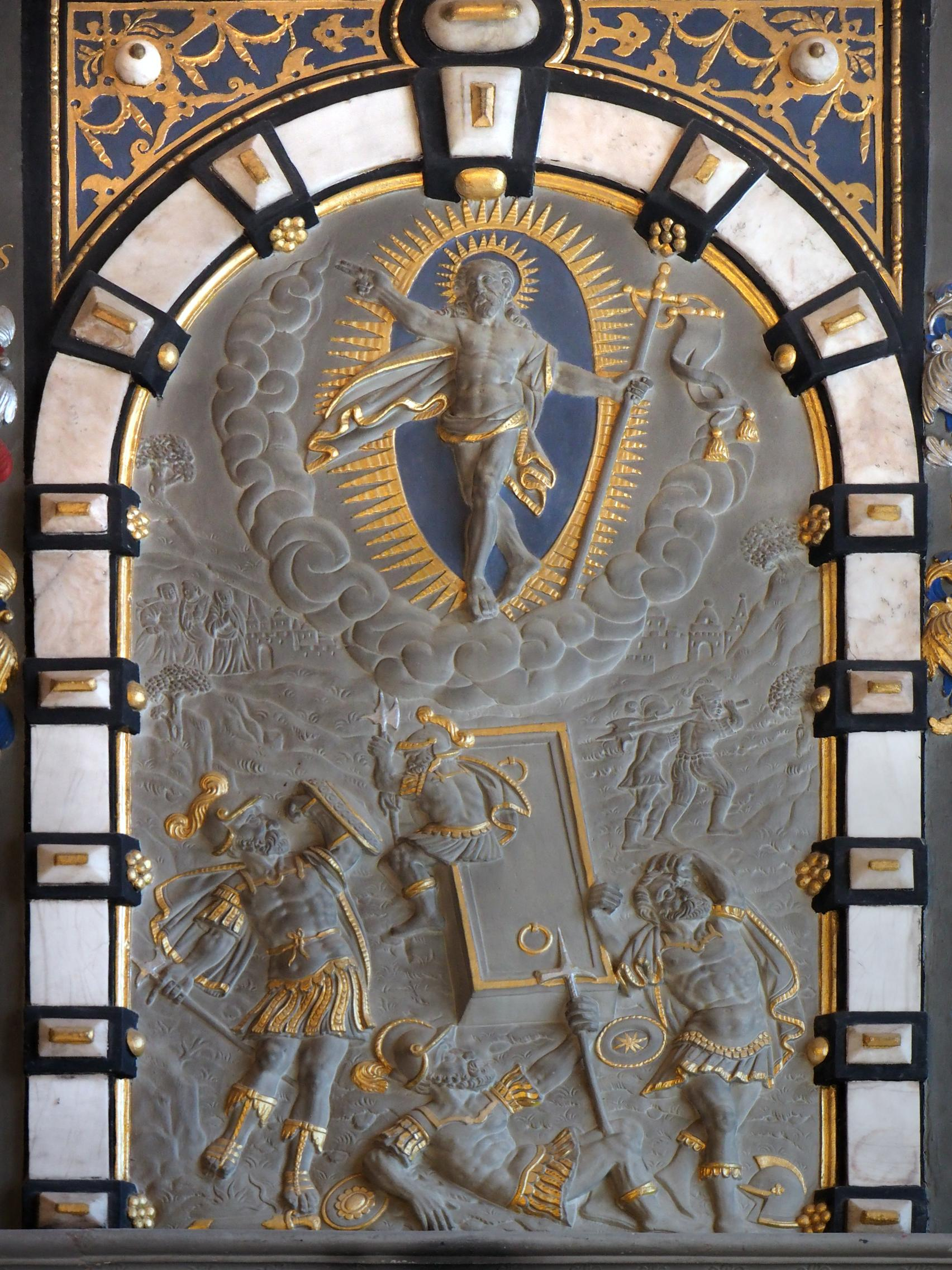
Altarrelief Auferstehung

### Epitaphe und Grabplatten
Vom Ende des 16. Jahrhunderts stammen schmuckvolle Epitaphe, die zumeist aus bemaltem Sandstein gefertigt sind. Den reichsten Figurenschmuck zeigt das an der nördlichen Chorwand befindliche von Hans Hahn für seine Eltern Werner Hahn und Anna von der Lühe gestiftete bemalte Sandsteinepitaph von 1594, das im Zentrum ein Marmorrelief des triumphierenden Christus zeigt, vor dem drei fast lebensgroße farbige Figuren knien (die beiden Verstorbenen und der Stifter) und das von weiteren Figuren und Wappen umgeben ist. Weitere schmuckvolle Epitaphe erinnern an Berndt von der Schulenburg und Anna Hahn, Guedel von Maltzan († 1575), Kuno Hahn († 1590) und Sophia von der Schulenburg († 1591). Die an der Südwand der Kirche aufgestellten zugehörigen Grabplatten befanden sich ursprünglich im Boden über den Grüften. An der Westseite des Chorraums hat sich außerdem ein Epitaph für Paris Hahn sen. († 1565) und Paris Hahn jun. († 1587) erhalten.

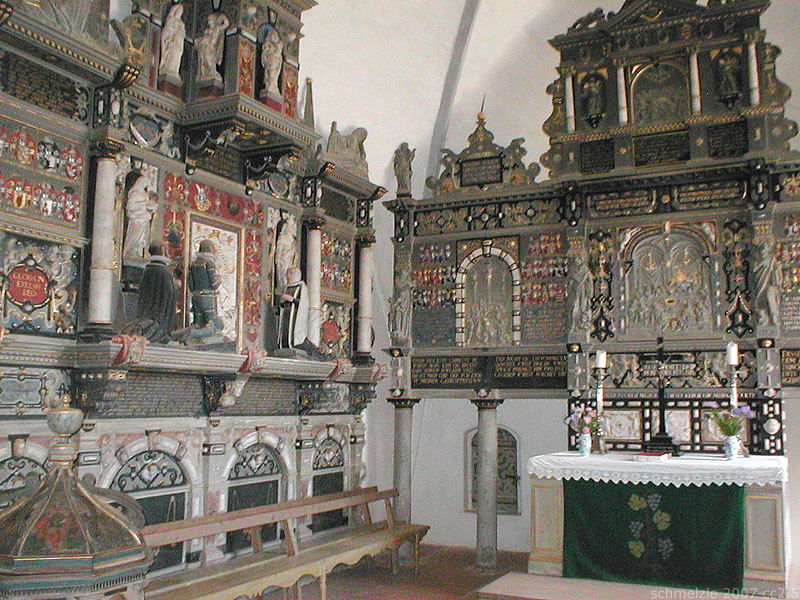
Chorensemble mit Epitaph (links) und Reliefaltar (rechts)
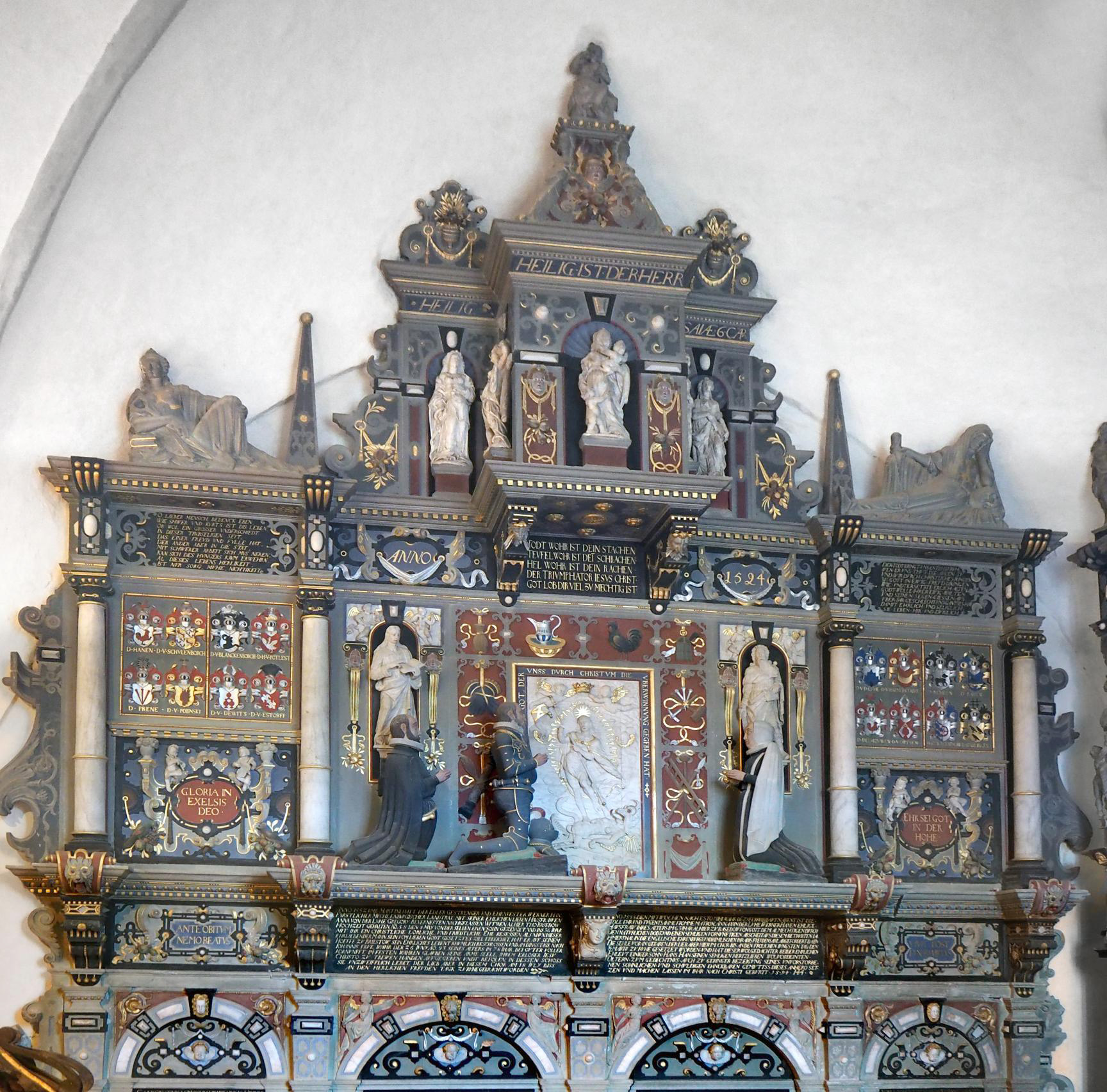
Das Epitaph für Werner Hahn und Anna von der Lühe
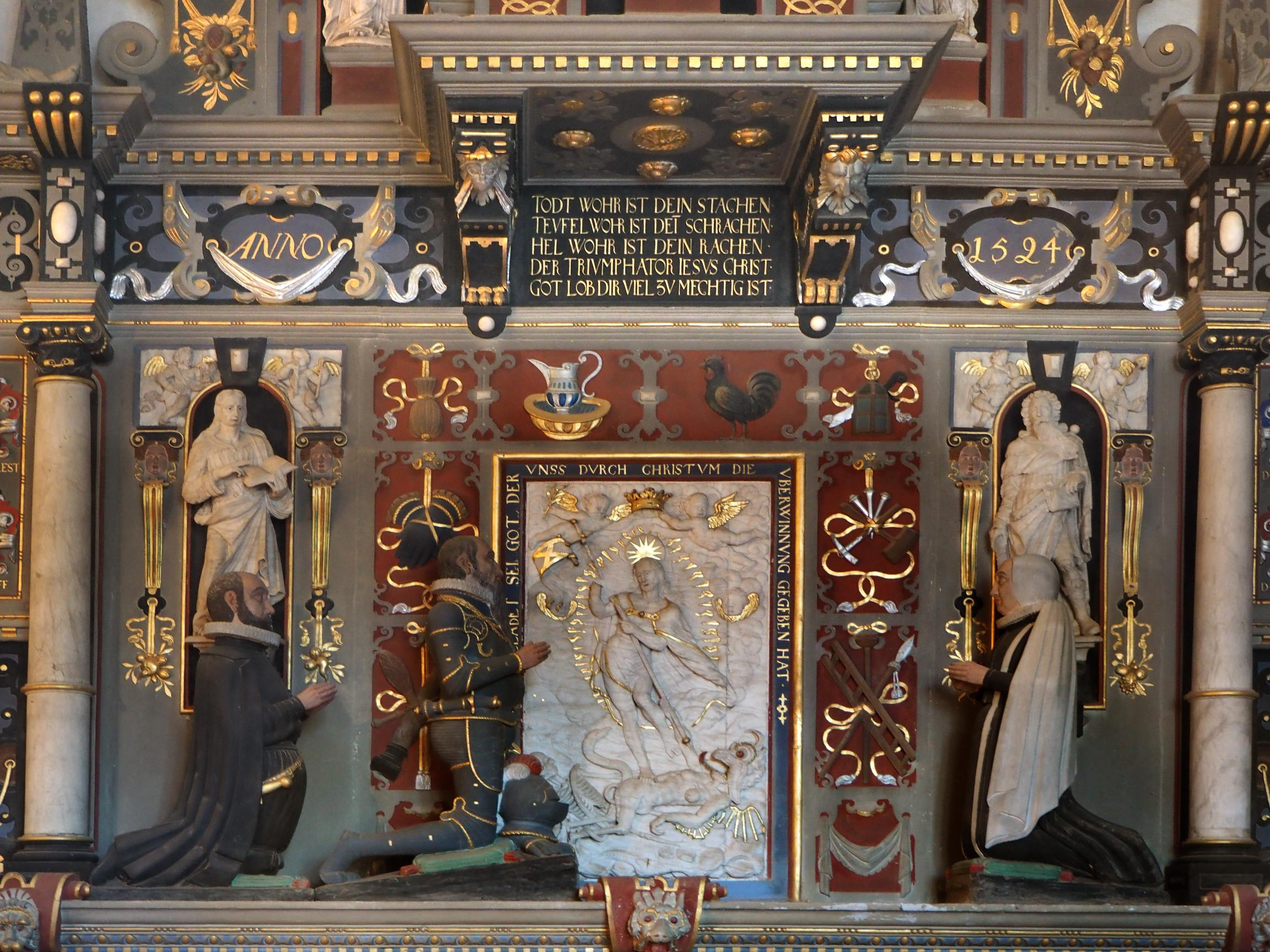
Detail mit Figuren der Verstorbenen und des Stifters

### Triumphkreuzgruppe
Über der Öffnung des Triumphbogens ist eine Triumphkreuzgruppe zu sehen: Maria und der Evangelist Johannes unter dem Kreuz Jesu. Die Figuren aus dem 15. Jahrhundert gehören zu den ältesten Kunstwerken der Kirche.

### Kanzel
Die hölzerne Kanzel von 1691 zeigt keinerlei figürlichen Schmuck. Stattdessen finden wir in den Feldern von Treppe und Corpus florale Motive. Beim achteckigen Corpus sind die Felder durch Säulen und Rundbögen eingerahmt. Auch der ebenfalls achteckige Schalldeckel mit Gesimsverkröpfungen ist floral dekoriert.
Zur Ausstattung der Kirche gehören weiter die mit Aposteldarstellungen bemalte Taufe aus dem 17. Jahrhundert sowie verschiedene Tafelbilder bzw. historische Schranktüren, die mit Motiven aus der Heilsgeschichte bemalt sind.

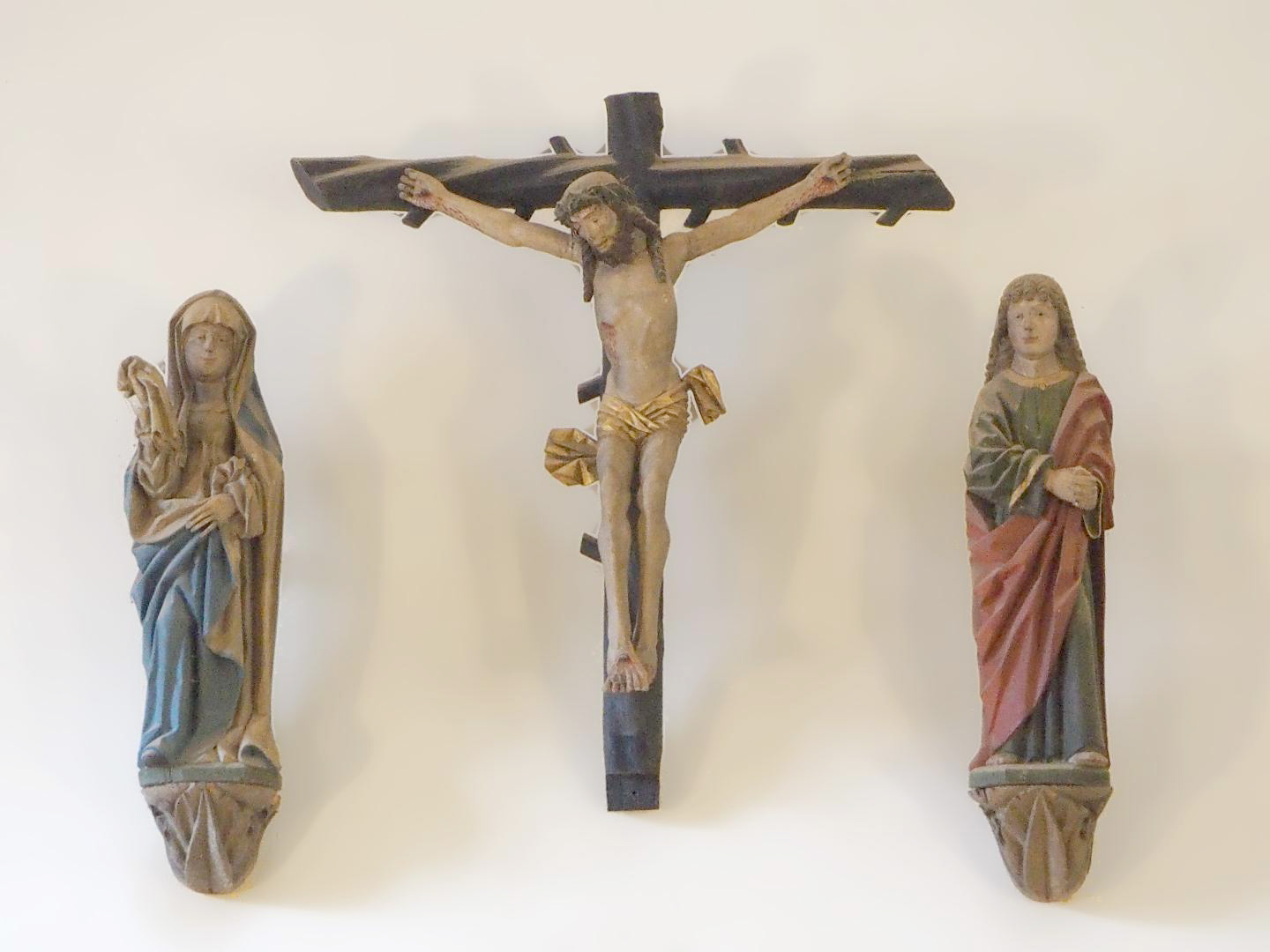
Triumphkreuzgruppe
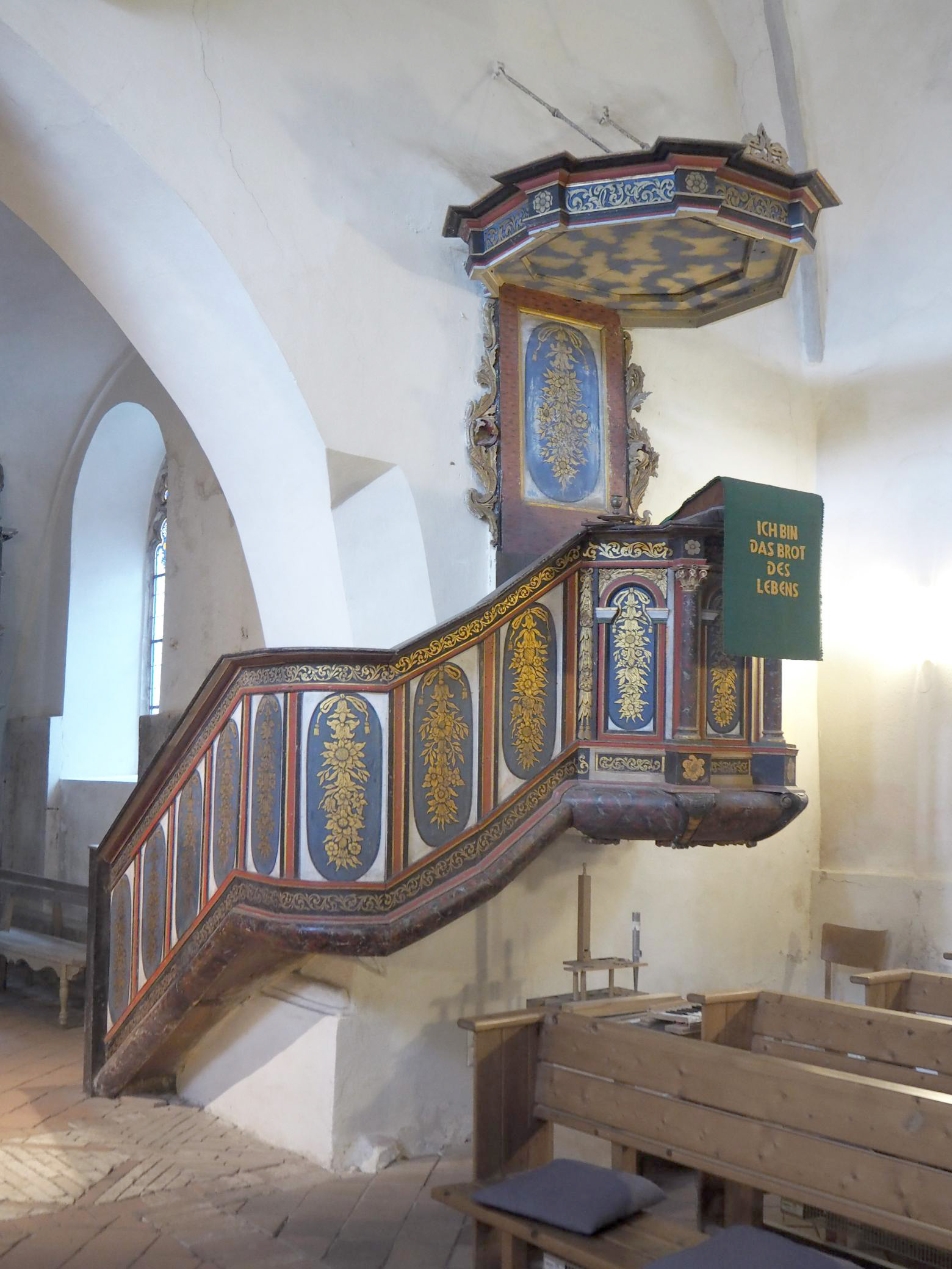
Kanzel
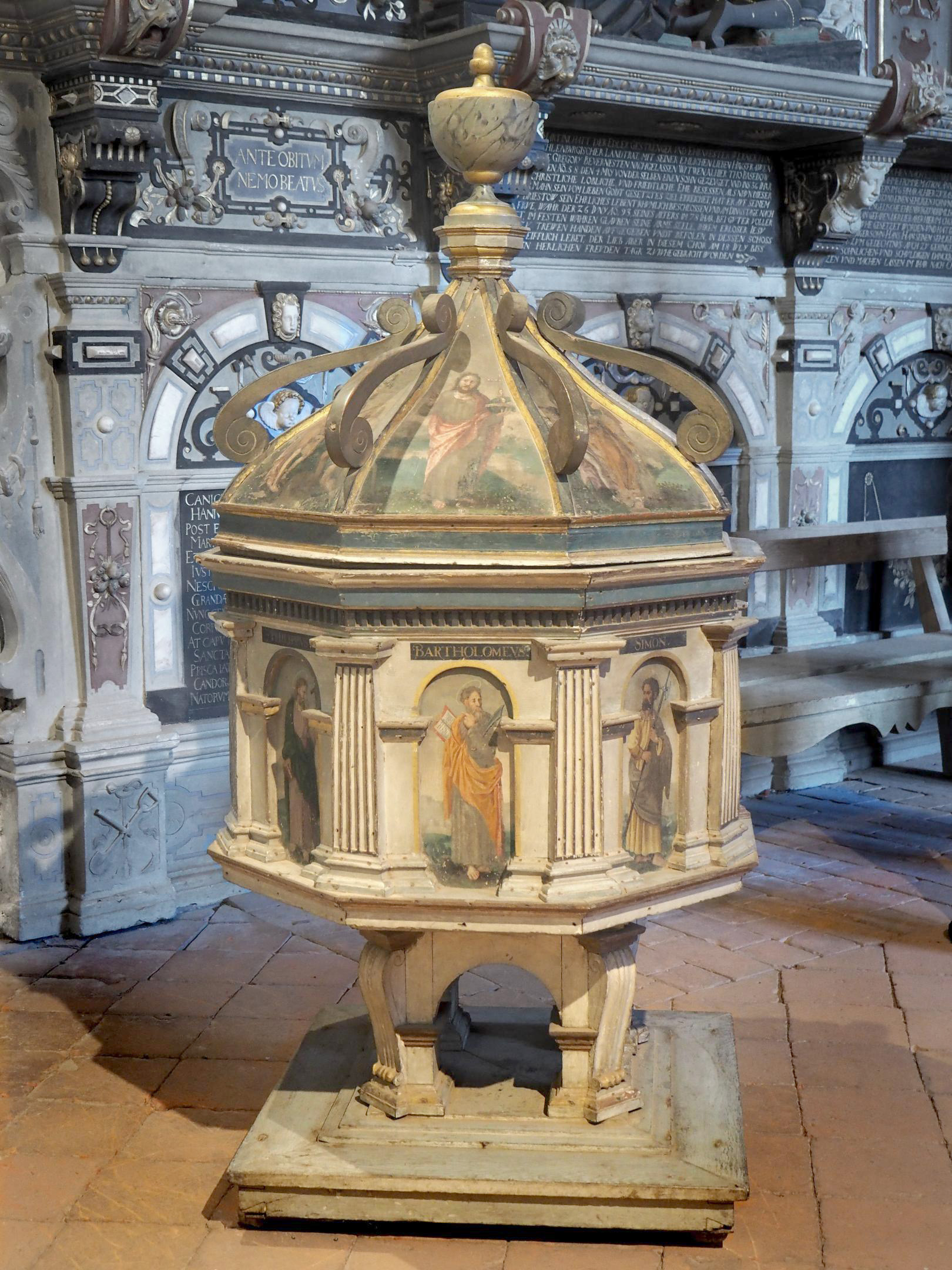
Taufe
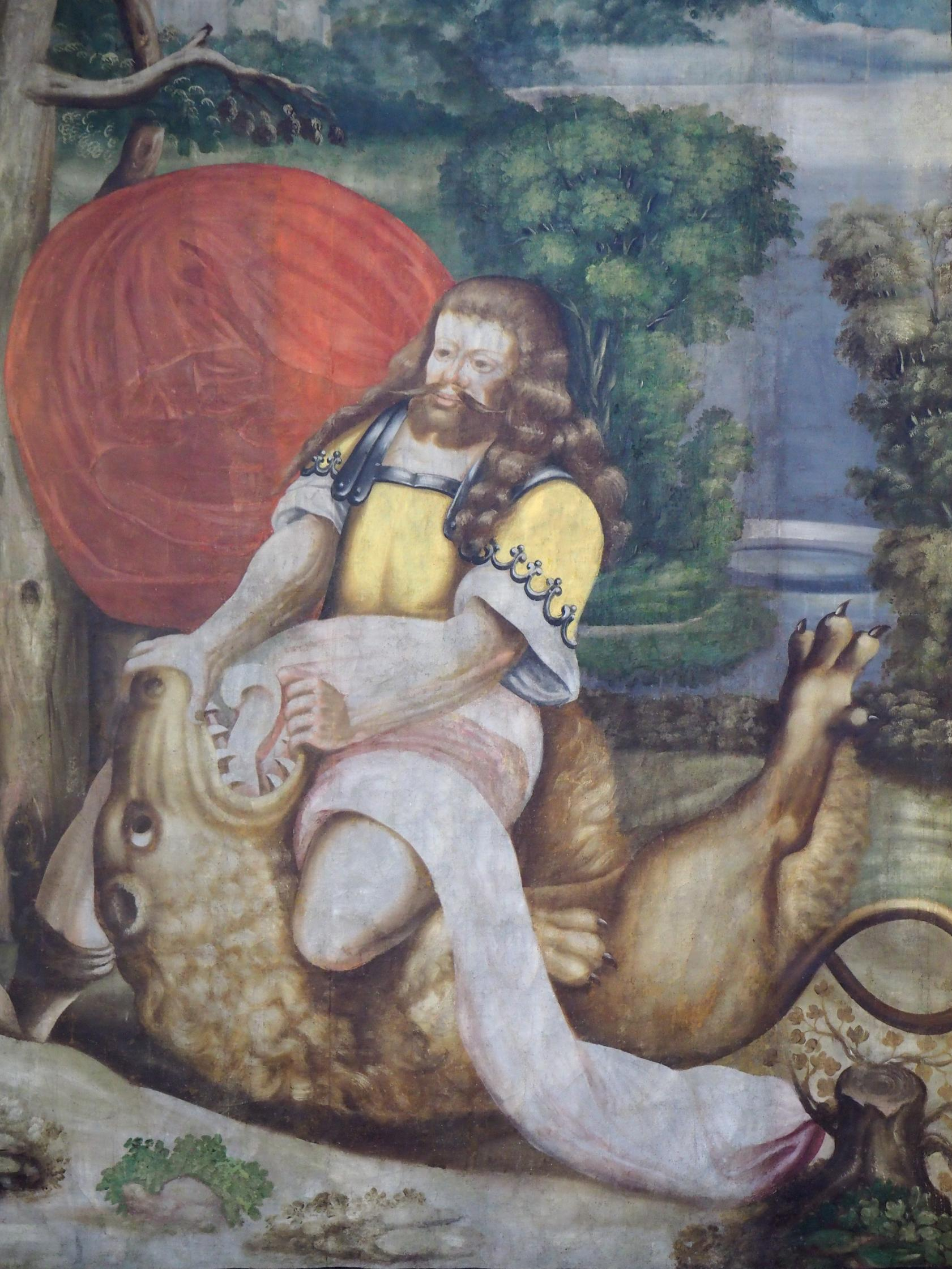
Tafelmalerei

### Orgel

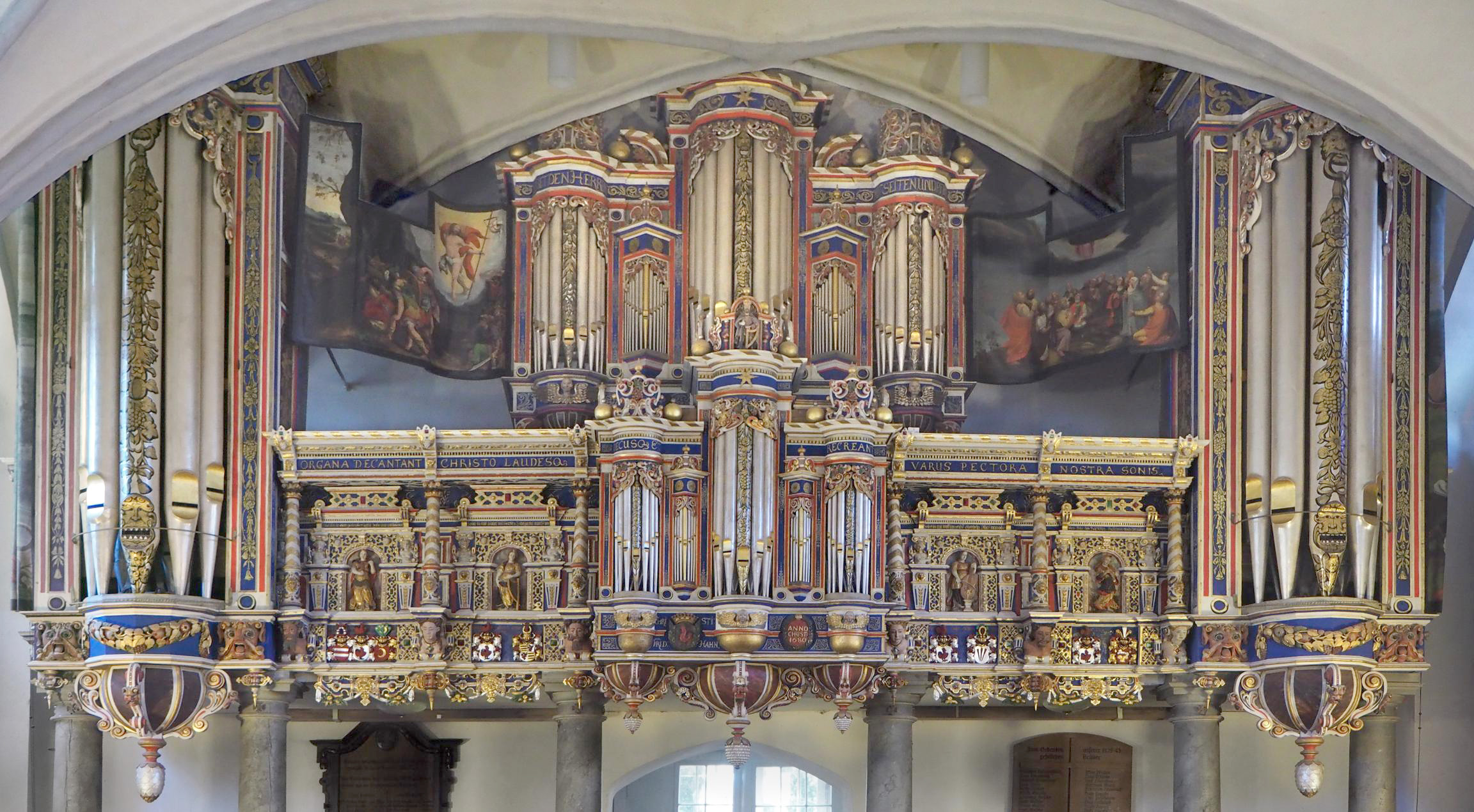
Orgelempore mit Barockorgel

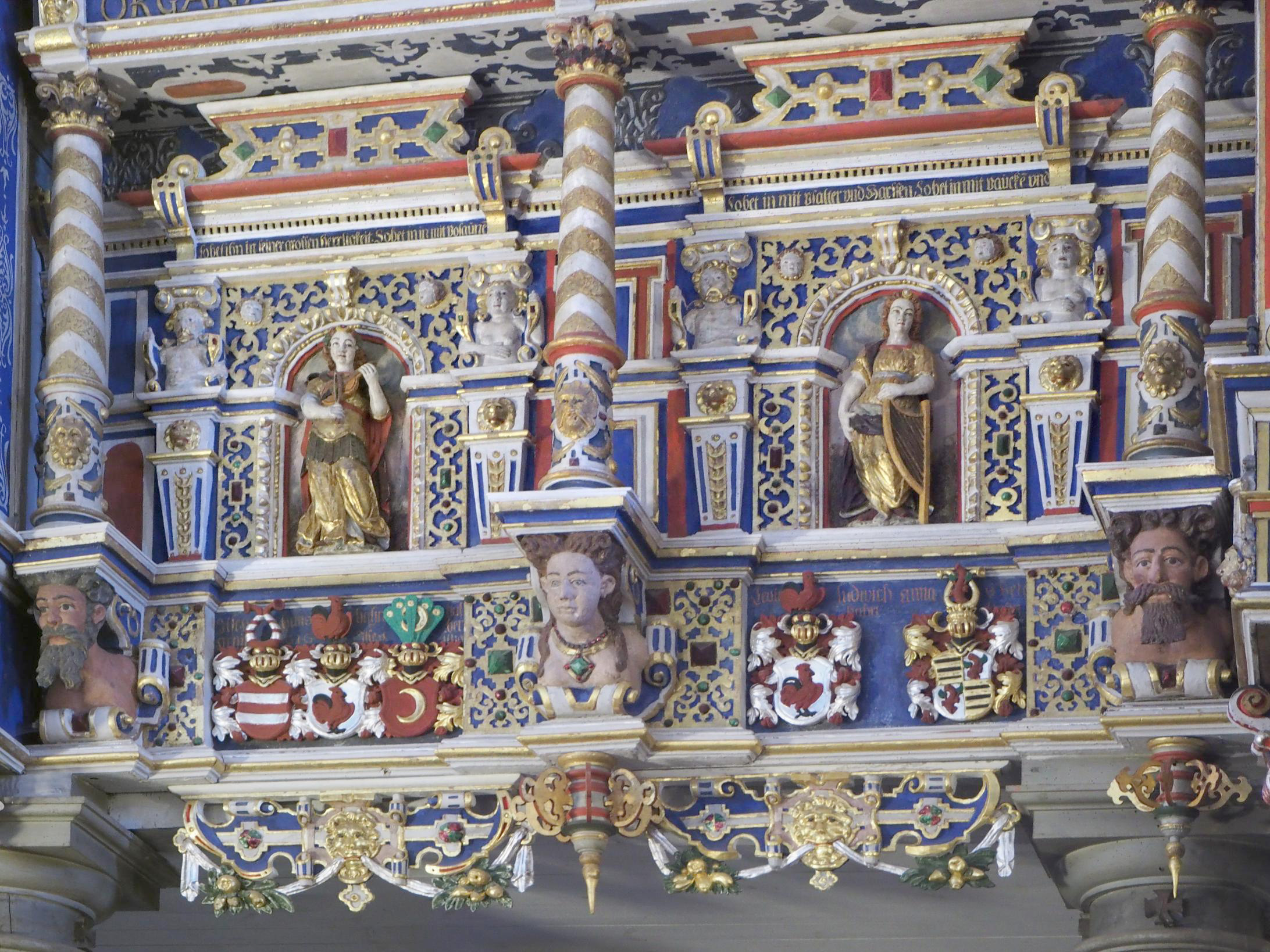
Detail am Orgelprospekt

Die auf der 1615 errichteten Empore befindliche Orgel ist die älteste noch erhaltene Barockorgel in Mecklenburg. Sie wurde anstelle eines älteren Instruments 1680–1683 im Auftrag Christian Friedrich Hahns von den Orgelbaumeistern Heinrich Herbst (Vater und Sohn) aus Magdeburg und Samuel Gercke aus Güstrow errichtet. Neueste Forschungen belegen durch Handschriftenvergleiche aus der Orgelakte eine Mitwirkung des wohl berühmtesten Orgelbauers seiner Zeit in Norddeutschland, Arp Schnitger.
Nach einem bereits 1755 erstellten Gutachten des Rostocker Orgelbauers Paul Schmidt sei die Orgel in ungepflegtem Zustand. Danach folgten erste Umbauten, weitere Reparaturen folgten 1842 durch Carl Noebe aus Güstrow, 1890 durch Edmund Bruder (Wismar) und 1905 durch Carl Börger (Gehlsdorf bei Rostock). Von 1980 bis 1983 wurde eine Restaurierung und Rekonstruktion der fast unspielbar gewordenen Orgel durch Firma VEB Schuke-Orgelbau (Potsdam) durchgeführt. 2012 erfolgte eine umfassende Restaurierung vor Ort in der Basedower Kirche durch die Orgelwerkstatt Wegscheider (Dresden).
Die Orgel und die Brüstung der Empore bilden mit reichem Beschlagwerk, Wappenschildern und allegorischen Figuren ein kunstvolles Gesamtensemble. Der Prospekt von Oberwerk und Brustwerk lässt sich zur Schalldämmung während der Fastenzeit mit bemalten Flügeln, der der Pedaltürme mit Leinwandvorhängen verschließen. Am Unterbau der beiden Pedaltürme befinden sich jeweils zwei so genannte „Basedower Löwen“, löwenkopfartige Reliefmasken, die bei der Betätigung des Registerzuges Principal 16′ die Zungen herausstrecken und mit den Augen rollen. Die Disposition lautet wie folgt:
| I Rückpositiv CDE–c3 |             |    |
| 1.                   | Gedact      | 8′ |
| 2.                   | Holfleute   | 8′ |
| 3.                   | Principal   | 4′ |
| 4.                   | Fleute      | 4′ |
| 5.                   | Quinte      | 3′ |
| 6.                   | Superoctave | 2′ |
| 7.                   | Mixtur III  |    |
| 8.                   | Trompete    | 8′ |

| II Oberwerk CDE–c3 |               |     |
| 9.                 | Quintadena    | 16′ |
| 10.                | Principal     | 8′  |
| 11.                | Spitzfleute   | 8′  |
| 12.                | Gedact        | 8′  |
| 13.                | Octave        | 4′  |
| 14.                | Nassate       | 3′  |
| 15.                | Superoctave   | 2′  |
| 16.                | Tert: dobbelt |     |
| 17.                | Mixtur IV–V   |     |
| 18.                | Trompete      | 8′  |

| III Brustwerk CDE–c3 |             |        |
| 19.                  | Quintadena  | 8′     |
| 20.                  | Gedact      | 8′     |
| 21.                  | Principal   | 4′     |
| 22.                  | Quinte      | 3′     |
| 23.                  | Superoctave | 2′     |
| 24.                  | Sifflet     | 2′     |
| 25.                  | Sexte       | 1 3⁄5′ |
| 26.                  | Mixtur III  |        |
| 27.                  | Trompete    | 4′     |

| Pedal CDE–c1 |             |     |
| 28.          | Principal   | 16′ |
| 29.          | Untersatz   | 16′ |
| 30.          | Octave      | 8′  |
| 31.          | Superoctave | 4′  |
| 32.          | Baurfleute  | 1′  |
| 33.          | Posaune     | 16′ |
| 34.          | Dulcian     | 16′ |
| 35.          | Trompete    | 8′  |
| 36.          | Cornettbas  | 2′  |

- Koppeln: I/II

## Kirchhof
Auf dem Kirchhof gibt es eine Grablege derer von Hahn-Basedow: Friedrich Franz Graf von Hahn-Basedow (* 28. Februar 1859; † 21. März 1916), Erblandmarschall; dessen Frau Therese Gräfin von Hahn-Basedow (* 26. August 1859; † 4. Februar 1928), geborene Gräfin Henckel-Donnersmarck; Renata Gräfin Hahn von Burgsdorff (* 9. Januar 1913; † 28. Januar 2000) geborene Gräfin von Hochberg, Freiin zu Fürstenstein-Liepen; u. a.

## Tonträger
„Die Gercke-Herbst-Orgel zu Basedow“ – Christoph Krummacher spielt Werke norddeutscher Orgelmeister, Eterna 7 29 278, 1989